# Alma Bandida
Alma Bandida é um curta-metragem brasileiro de 2018, escrito e dirigido por Marco Antônio Pereira. Ambientado no sertão de Minas Gerais, o filme é o segundo de uma série de cinco curtas realizados por Marco Antônio Pereira na cidade de Cordisburgo. O curta teve sua estreia mundial na competição de curtas do Festival Internacional de Cinema de Berlim, a Berlinale - um dos mais importantes festivais de cinema do mundo. Posteriormente, o filme foi exibido e premiado em diversos festivais de cinema do Brasil e do exterior, como o Festival de Cinema de Hong Kong, Festival de Cinema de Vitória, Goiânia Mostra Curtas, Mostra do Filme Livre, Palm Springs International ShortFest, Curta Brasília e outros. O filme também foi indicado ao primeiro-turno do Grande Prêmio do Cinema Brasileiro. A antologia de curtas realizados por Marco em Cordisburgo segue com os títulos A Retirada Para Um Coração Bruto, Teoria Sobre um Planeta Estranho e 4 Bilhões de Infinitos.

## Enredo
Fael é um cantor de funk que vive em Cordisburgo. Na periferia da cidade, entre a cultura local e as referências do universo pop, somos apresentados aos anseios de um grupo de jovens envolvidos no trabalho de garimpo. Real e virtual se interpenetram para fabular uma história na qual desencavar da terra pedras preciosas significa sonhar com o carro novo, o casamento e outras possibilidades para o futuro.